# Мртво слово
„Мртво слово” је југословенски ТВ филм из 1964. године. Режирао га је Берислав Макаровић а сценарио је написао Роберт Стори.

## Улоге
| Глумац            | Улога |
| ----------------- | ----- |
| Мато Ерговић      |       |
| Звонимир Ференчић |       |
| Бранка Стрмац     |       |
| Мира Зупан        |       |